# بيدير أنكر
بيدير أنكر (بالنرويجية البوكمول: Peder Anker)‏ هو مؤرخ نرويجي، ولد في 27 مايو 1966 في أوسلو في النرويج.